# サクラツツジ

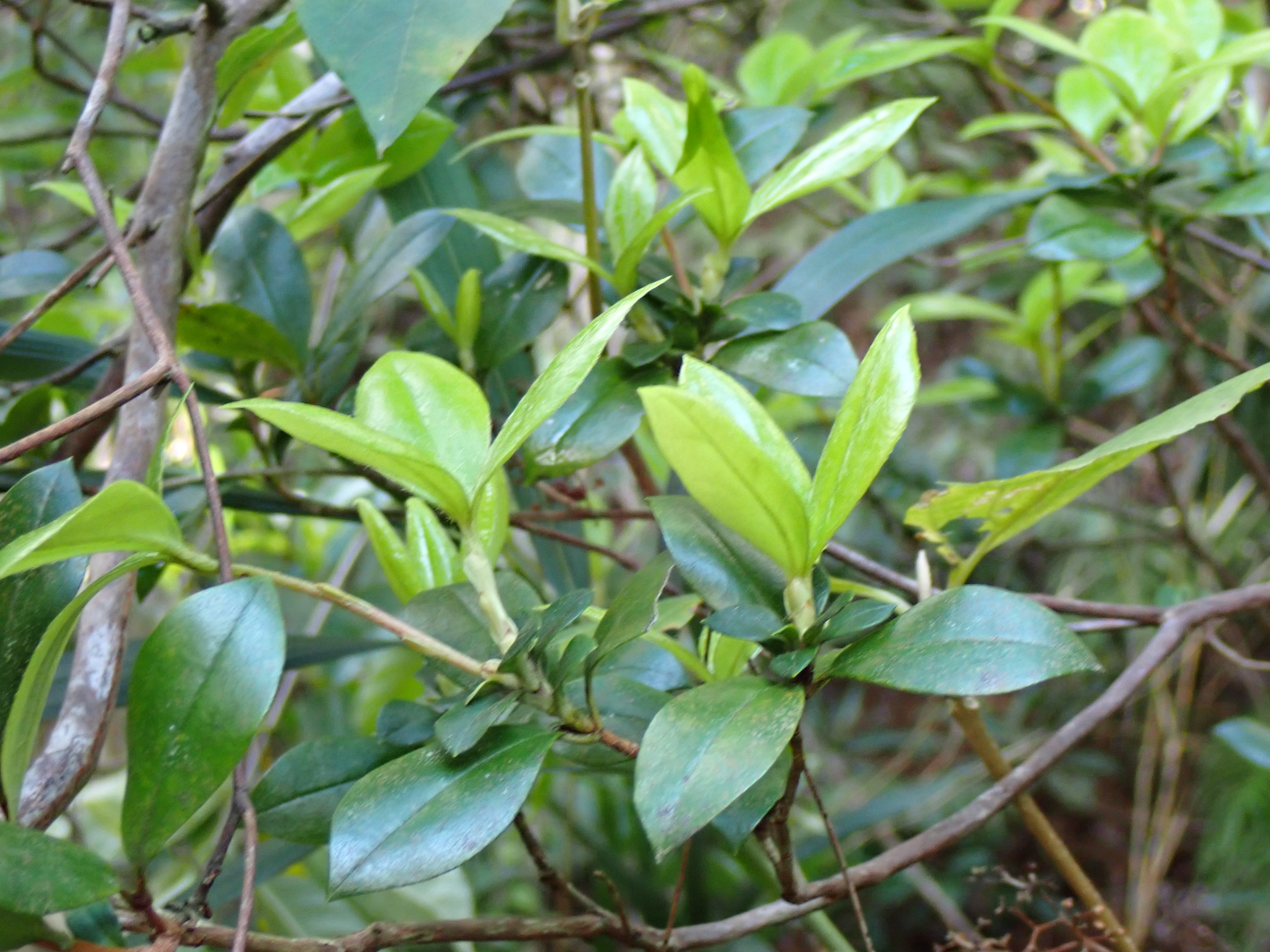
3枚の葉が輪生する
（2025年2月 沖縄県東村）

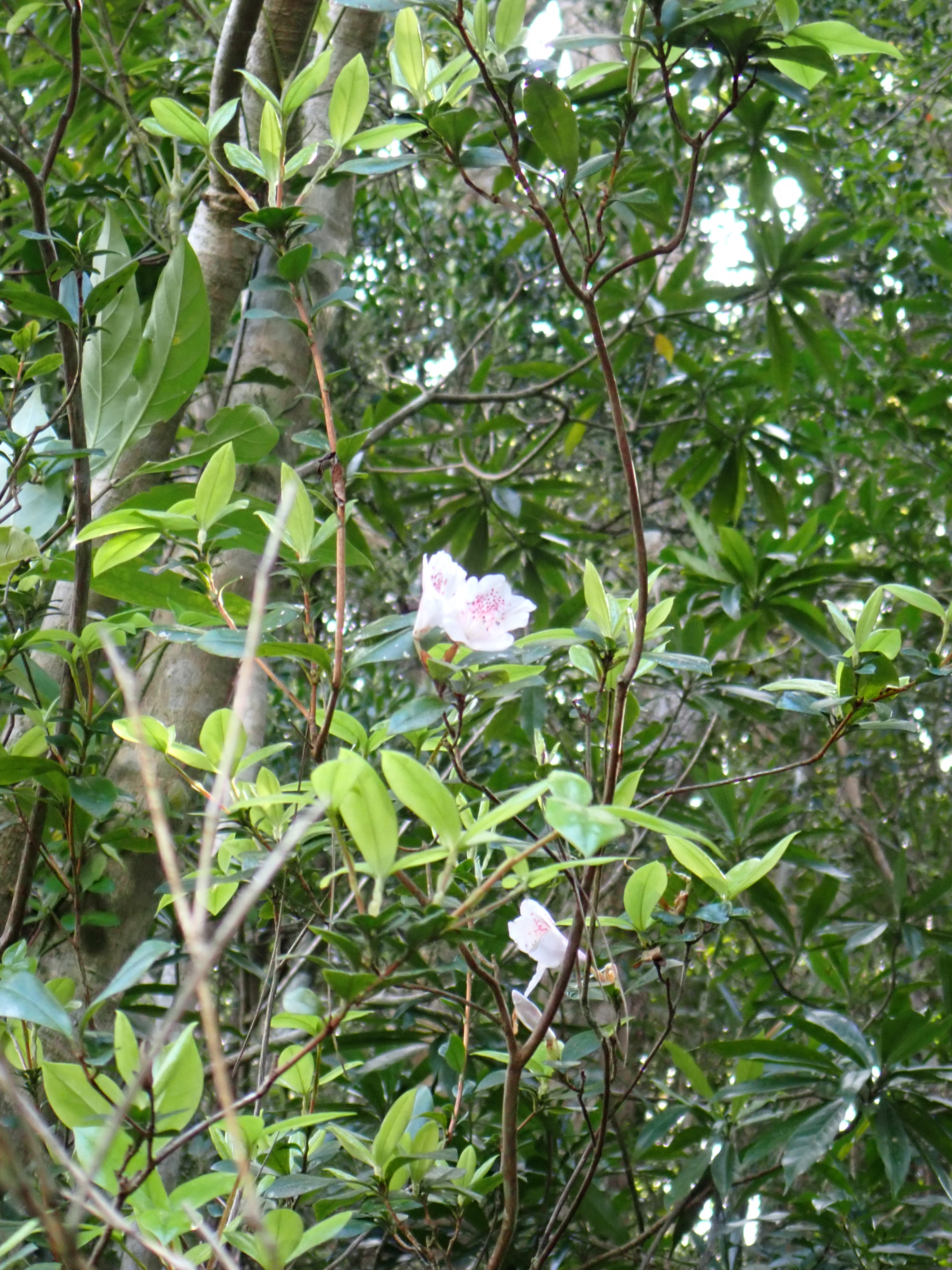
サクラツツジ
（2025年2月 沖縄県東村）

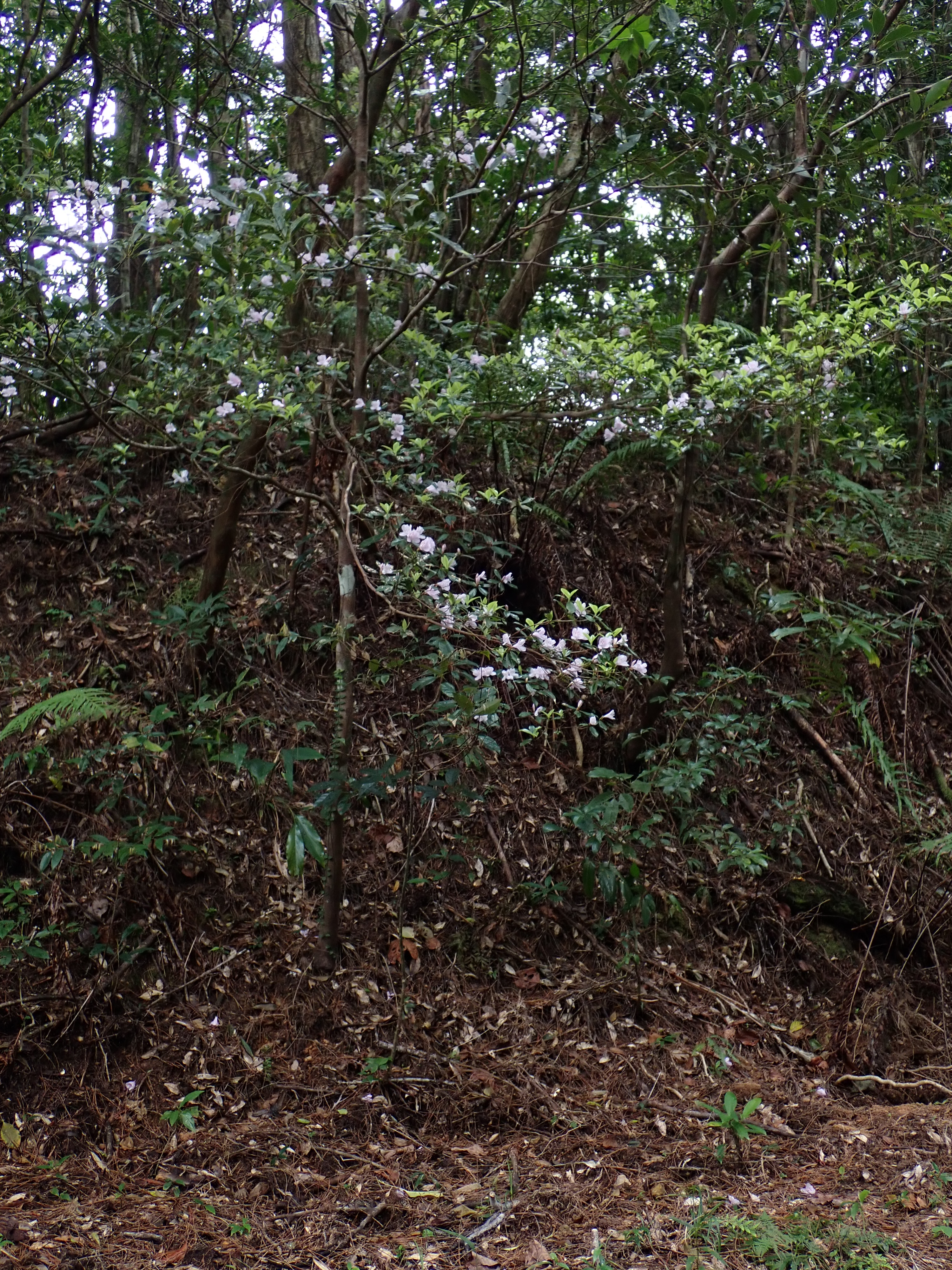
樹姿（2025年2月 沖縄県国頭村）

サクラツツジ（桜躑躅、学名：Rhododendron tashiroi）はツツジ科ツツジ属の常緑低木。沖縄方言名はヤマザクラ、ヤマジャックヮまたはヤマザックヮ。沖縄県国頭村の村花。種小名はホロタイプの採集者で、明治時代に南西諸島で広く動植物の調査を行い、熱帯農業（特に林業）の発展に貢献した植物学者および民俗学者の田代安定への献名。高知県絶滅危惧IA類、佐賀県絶滅危惧I類。

## 特徴
高さ2–5 m。樹幹は凹凸が激しく複雑な形状を呈する。葉は長さ3–8 cmの楕円形または長楕円形で葉先は尖り、枝先に3枚が輪生、または2枚が対生する。葉表は初め褐色の粗い毛があるが、後にほぼ無毛となる。葉柄や若枝は長い毛が多い。花は径4–5 cmの淡桃色～白色で枝先に2–3個つき、花冠は漏斗型で5枚に裂ける。上向き3裂片の内面に濃紅色の斑点があるが、下向き2裂片は斑点が無い。花期は冬～春。実は円筒形の蒴果で夏～秋にみられる。常緑の高耐陰性樹種だが、種子の重さは0.07 mgとごく小さい。

## 分布と生育環境
高知県、佐賀県、鹿児島県および沖縄県内の久米島と沖縄島（読谷村以北）に分布。沖縄島では林縁や山地の岩場、尾根、渓流沿いに点在し、ときに群生する。国外では台湾に分布。

## 分類
枝先に3枚の葉が輪生するミツバツツジ節の中で、本種のみが常緑で革質の葉をもつ。ミツバツツジの仲間で琉球に唯一分布する。
花が白いものは品種シロバナサクラツツジ f. leucanthum Masam.とされる。このほか、葉が倒卵状楕円形で幅が広く、葉の両面に粗い毛が多い変種アラゲサクラツツジ（ケサクラツツジ）var. lasiophyllum Hatus.が鹿児島県薩摩半島とトカラ列島に分布。最近の研究では、徳之島産はすべて変種アラゲサクラツツジに該当するとされる。

## 利用
庭木、盆栽。複雑な樹の形状を活かした床柱材のほか、器具材、薪炭材などに用いられた。辺材・心材ともに帯淡紅白色で、堅く強靭。ピンク色の美しい花だが植栽は少なく、知名度は高くない。